# 반차 (차)

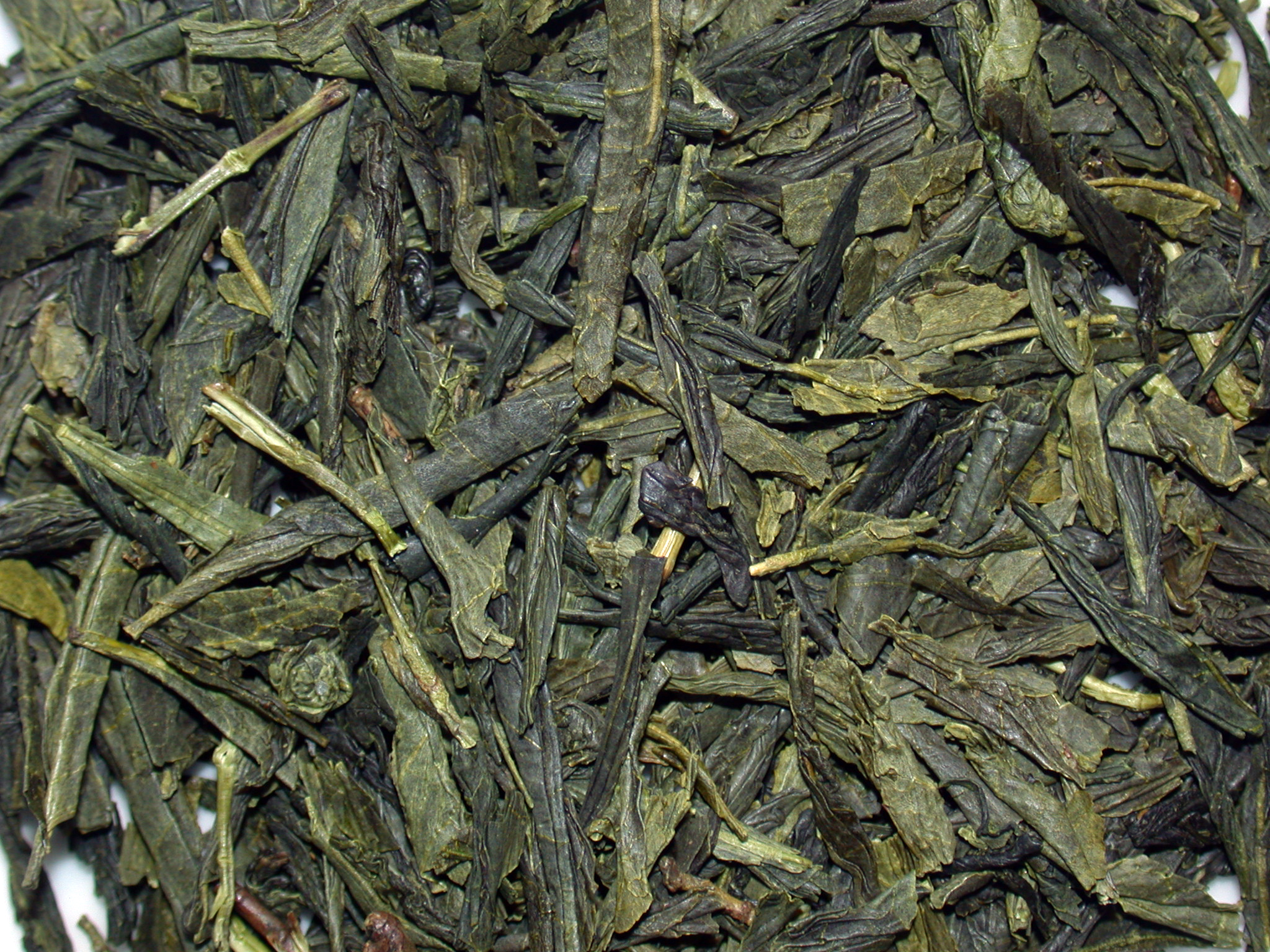
반차의 차잎

반차(番茶)는 일본에서 마시는 녹차의 일종이다. 반차는 센차 등급과 동일한 차나무에서 수확되지만 센차보다 늦게 수확되므로 시장 등급이 낮다. 일본의 녹차 중 가장 낮은 등급으로 여겨지고 있다.

## 같이 보기
- 호지차
- 일본차